# الکالا دو مانکایو
الکالا دو مانکایو (به اسپانیایی: Alcalá de Moncayo) یک شهرستان در اسپانیا است که در استان ساراگوسا واقع شده‌است.